# Curiosum over polynomen
Er staat in dit artikel een curiosum over polynomen beschreven. Er bestaan polynomen {\displaystyle f(x)}, {\displaystyle x\in \mathbb {N} }, die voor de eerste waarden van {\displaystyle x} een priemgetal zijn.
James Jones, Daihachiro Sato, Hideo Wada en Douglas Wiens bewijzen in hun artikel in 1976 voor de Mathematical Association of America dat de volgende veelterm in de 26 variabelen {\displaystyle a} t/m {\displaystyle z} over de natuurlijke getallen met graad 25 behalve negatieve waarden, alleen alle priemgetallen als positieve waarden aanneemt:
{\displaystyle (k+2){\big [}1-}
{\displaystyle (wz+h+j-q)^{2}-}
{\displaystyle \{(gk+2g+k+1)(h+j)+h-z\}^{2}-}
{\displaystyle (2n+p+q+z-e)^{2}-}
{\displaystyle \{16(k+1)^{3}(k+2)(n+1)^{2}+1-f^{2}\}^{2}-}
{\displaystyle \{e^{3}(e+2)(a+1)^{2}+1-o^{2}\}^{2}-}
{\displaystyle \{16r^{2}y^{4}(a^{2}-1)+1-u^{2}\}^{2}-}
{\displaystyle \{([a+u^{2}(u^{2}-a)]^{2}-1)(n+4dy)^{2}+1-(x+cu)^{2}\}^{2}-}
{\displaystyle (n+l+v-y)^{2}-}
{\displaystyle (ai+k+1-l-i)^{2}-}
{\displaystyle \{(a^{2}-1)l^{2}+1-m^{2}\}^{2}-}
{\displaystyle \{(a^{2}-1)y^{2}+1-x^{2}\}^{2}-}
{\displaystyle \{p+l(a-n-1)+b(2an+2a-n^{2}-2n-2)-m\}^{2}-}
{\displaystyle \{q+y(a-p-1)+s(2ap+2a-p^{2}-2p-2)-x\}^{2}-}
{\displaystyle \{z+pl(a-p)+t(2ap-p^{2}-1)-pm\}^{2}{\big ]}}
Eerder hadden Martin Davies, Joeri Matijasevitsj, Hilary Putnam en Julia Robinson het bestaan bewezen van een dergelijke veelterm.
In het artikel van Jones, Sata, Wado en Wiens wordt bewezen, dat voor alle combinaties {\displaystyle a} tot en met {\displaystyle z} waarvoor alle termen in de tweede factor vanaf de tweede inderdaad gelijk aan 0 zijn, {\displaystyle k+2} altijd een priemgetal is en dat alle priemgetallen een keer als {\displaystyle k+2} in een dergelijke combinatie voorkomen. Er moet om tot een positieve uitkomst te komen een stelsel van diofantische vergelijkingen worden opgelost.
Aan het einde van het artikel wordt bewezen dat polynomen over de natuurlijke getallen, die overal een priemgetal als waarde hebben, de graad nul moeten hebben, met andere woorden een constante zijn.